# Apidiá
Apidiá är en ort i Grekland.   Den ligger i prefekturen Nomós Kardhítsas och regionen Thessalien, i den centrala delen av landet, 200 km nordväst om huvudstaden Aten. Apidiá ligger 413 meter över havet och antalet invånare är 496.
Terrängen runt Apidiá är huvudsakligen kuperad, men söderut är den bergig. Runt Apidiá är det glesbefolkat, med 13 invånare per kvadratkilometer. Närmaste större samhälle är Karditsa, 18,1 km norr om Apidiá. I omgivningarna runt Apidiá växer i huvudsak blandskog.